# هيرودس أتيكوس
هيرودس أتيكوس (بالإغريقية: Ἡρώδης ὁ Ἀττικός) (101 - 177 م) كان خطيبًا أثينيًا، وقنصُلًا رومانيًا. قام بتمويل عدد من مشاريع البناء الأثينية العامة، بعضُها لايزال قائم حتى يومنا هذا مثل ملعب باناثينايكو. يُعتبر من أشهر شخصيات العصر الأنطوني، قام بتدريس البلاغة للأباطرة الرومان «ماركوس أوريليوس» و«لوسيوس فيروس».
وفقًا لـ«فيلوستراطوس»، كان «أتيكوس»، الذي أمتلك أفضل تعليم يُمكن أن يشتريه المال، من أبرز مؤيدي السفسطائي الثاني. بعد أن أجتاز هرم المناصب الروماني، أظهر موهبة في الهندسة المدنية، وخاصة تصميم وبناء أنظمة إمدادات المياه. ومع ذلك، لم يغيب عن الفلسفة والبلاغة، وأصبح مُدرسًا. كان أحد طلابه الشاب «ماركوس أوريليوس»، آخر "خمسة أباطرة جيدين".

## النسب والعائلة
كان «هيرودس أتيكوس» يونانيًا من أصل أثيني. يمكن إرجاع أسلافه إلى النبيلة الأثينية «إلبينس»، الأخت غير شقيقة لرجل الدولة «كيمون» وابنة «ملتيادس». ادعى النسب من سلسلة من الملوك اليونانيين الأسطوريين، «ثيسيوس»، «كيكروبس»، و«أياكوس»، وكذلك الإله زيوس. كان لديه سلف يعود الى أربعة أجيال يُدعى «بوليشارموس»، والذي ربما كان أرشون أثينا (رئيس القضاة في اليونان القديمة) من 9/8 إلى 22/23 ق.م. حملت عائلته اسم العائلة الروماني "كلوديوس". هناك احتمال أن يكون سلفه الأبوي قد حصل على الجنسية الرومانية من عضو مجهول من هذه العائلة.
ولد «هيرودس أتيكوس» لعائلة ثرية ومعروفة من الدرجة القنصلية. كان والده «تيبيريوس كلوديوس أتيكوس هيرودس» قنصُلًا رومانيًا من أصل يوناني، والدته هي الوريثة الثرية «فيبوليا ألكيا أغريبينا». كان لديه أخ اسمه «تيبيريوس كلوديوس أتيكوس هيروديانوس» وأخت تدعى «كلوديا تيسامينيس». كان أجداده لأمه «كلوديا ألسيا» و«لوسيوس فيبوليوس روفوس»، بينما كان جده لأبيه يُدعى «هيبارخوس».
كان والديه على صلة قرابة كعم وابنة أخت. كانت جدته لأمه وأبوه أخت وأخ. كان عمه «لوسيوس فيبوليوس هيبارخوس» أرشون أثينا للسنوات 99-100 م، وابن عمه، «بوبليوس إيليوس فيبوليوس روفوس»، كان أرشون أثينا بين 143-144 م.

## الحياة
ولد «هيرودس أتيكوس» في ماراثوناس باليونان، وقضى سنوات طفولته بين اليونان وإيطاليا. وفقًا لـ«جوفينال»، تلقى تعليمًا في البلاغة والفلسفة من أفضل معلمين الثقافة اليونانية والرومانية. على الرغم من ذلك، ظل «أتيكوس» طوال حياته يونانيًا بالكامل في نظرته الثقافية.
كان تلميذ «فافورينوس»، وقد ورثَ مكتبته. مثل «فافورينوس»، كان من أشد المنتقدين للرواقية:
| ” | ضوابط هذه الطائفة غير العاطفية، يُريدون أن يُعتبروا هادئين وشجاعين وثابتين لأنهم لا يظهرون رغبة ولا حزنًا ولا غضبًا ولا متعة، ويقطعون المشاعر الأكثر نشاطًا للروح ويشيخون في سُبات، يالها من حياة بطيئة ومُرهقة. | “ |

في عام 125، عينه الإمبراطور «هادريان» محافظًا للمدن الحرة في مقاطعة آسيا الرومانية. عاد لاحقًا إلى أثينا، حيث اشتهر كمدرس. في عام 140 م، انتخب «أتيكوس» وشغل منصب أرشون أثينا. في وقت لاحق من نفس العام، دعاه الإمبراطور «أنطونينوس بيوس» إلى روما من أثينا لتعليم ولديه بالتبني، الإمبراطور المُستقبلي «ماركوس أوريليوس» و«لوسيوس فيروس». بعد فترة، كان مخطوبًا لـ«أبيا أنيا ريجيلا»، الأرستقراطية الثرية، التي كانت قريبة من زوجة الإمبراطور «أنطونينوس بيوس»، «فوستينا الأكبر». عندما تزوجت «ريجيلا» و«أتيكوس»، كانت تبلغ من العمر 14 عامًا وكان عمره 40 عامًا. نظرًا لأن «أتيكوس كان مؤيدًا للإمبراطور، كدليل على صداقته، عينه «أنطونيوس بيوس» قنصُلًا لعام 143 م.
ملكَ «هيرودس أتيكوس» وزوجته «ريجيلا» مساحة كبيرة من الأراضي حول الميل الثالث من طريق أبيا خارج روما، والتي كانت تُعرف باسم "تريوبيو" (من «تريوباس»، ملك ثيساليا). سافر خلال السنوات المُتبقية بين اليونان وإيطاليا.
كان «أتيكوس» مدرسًا لثلاثة طلاب بارزين، «أخيل»، «ممنون اللإثيوبي» وتلميذهُ المُفضل «بوليديوكس»، والذي حين مات أقام «أتيكوس» على شرفه الألعاب والنقوش والمنحوتات على نطاق واسع وفخم، ثم مات بعد ذلك بوقت قصير.
كان «أتيكوس» ذائع الصيت لأعماله الأدبية، والذي فُقد مُعظمها الآن، وكان فاعل خير وراعي الأعمال العامة. قام بتمويل عدد من مشاريع البناء منها:
- مُدرج أثينا الكبير؛ بُني لتكريم ذكرى زوجته.
- ملعب باناثينيك في أثينا
- مسرح في كورنث
- ملعب في دلفي
- الحمامات في ثيرموبيلاي
- قناة مائية في قنوصة
- قناة مائية في إسكندرية الطرواد
- نيمفيوم (نافورة ضخمة) مع زوجته في أولمبيا
- فوائد مُختلفة لشعوب ثيساليا، إبيروس، بيوتيا والبيلوبونيز.

كما فكر في شَق قناة عبر برزخ كورنث، لكن رُدعه عن تنفيذ الخطة لأن الإمبراطور «نيرون» حاول نفس الشيء من قبل دون جدوى.
طوال حياته، كان «هيرودس أتيكوس» على علاقة عاصفة مع مواطني أثينا، ولكن قبل وفاته تصالح معهم. عندما توفي، قام مواطنو أثينا بدفنه تكريمًا، حيث أقيمت جنازته في ملعب باناثينايكو في أثينا، والذي قام هو ببنائه.
يصف الباحث الإنجليزي «موسى فينلي» «أتيكوس» بأنه:
| ” | راعي للفنون والآداب وهو نفسه كاتب وعالم مُهم، متبرع عام على نطاق إمبراطوري، ليس فقط في أثينا ولكن في أماكن أخرى في اليونان وآسيا الصغرى، صاحب العديد من المناصب الهامة، صديق و قريب من الأباطرة. | “ |

### مقتل زوجته
في عام 160 م، وهو العام الذي كان شقُيقها «أبيوس أنيوس أتيليوس برادوا» فيه قنصُلًا، «ريجيلا»، عندما كانت حاملاً في شهرها الثامن، تعرضت للركل بوحشية في بطنها من قبل مَعتوق تابع لـ«هيرودس أتيكوس» يُدعى «ألكيميدون». أدى ذلك إلى دخولها المخاض المُبكر الأمر الذي قتلها. وجه القنصل «برادوا» تُهماً إلى صهره في روما، زاعمًا أن «هيرودس أتيكوس» أمرها بضربها حتى الموت؛ برأ الإمبراطور «ماركوس أوريليوس» معلمه القديم من قتل زوجته.
بعد وفاة «ريجيلا» عام 160 م، لم يتزوج «هيرودس أتيكوس» مرة أخرى.

## الإرث
يُعتبر «هيرودس أتيكوس» وزوجته «ريجيلا»، من القرن الثاني حتى الوقت الحاضر، من أكبر فاعلي الخير في اليونان، ولا سيما في أثينا. تم إحياء ذكرى الزوجين من خلال تسمية "شارع هيرودو أتيكو" و"شارع ريجليس" في وسط أثينا. في روما، تم تسجيل أسمائهم أيضًا في الشوارع الحديثة، في ضاحية كوارتو ميغليو بالقرب من منطقة تريوبيو.